# Brasspop
Als Brasspop (manchmal auch Urban Brass) wird Popmusik bezeichnet, bei der die Benutzung von Blechblasinstrumenten wie Posaunen, Trompeten und Tuba im Vordergrund steht. 

## Geschichte
Anfang der 2000er Jahre entstanden zahlreiche Bands, die damit begannen, zeitgenössische Popmusik mit Blechblasinstrumenten zunächst zu covern. Die US-amerikanischen Brassbands Youngblood Brass Band und Hot 8 Brass Band, deren Musik stark von HipHop und Funk beeinflusst wird, sowie im deutschsprachigen Raum Bands wie LaBrassBanda, Querbeat, Moop Mama oder Meute sorgen seit 2010 für Blechblasinstrumente in der Popmusik. Der Aufstieg des Brasspops lässt sich nicht zuletzt durch die Ansammlung von Chartplatzierungen von Songs der oben genannten Bands belegen.